# Негуш
Негуш, Његуш или Његош (грч. Νάουσα, Науса) је град и седиште истоимене општине, други по величини у округу Иматија на северозападу периферије Средишња Македонија, Грчка.

## Положај
Град се налази у северном делу Македоније, на око 90 километара западно од Солуна. Град се сместио у подножју планине Каракамен. Надморска висина града је око 350 метара.

## Историја
Подручје Негуша насељено је у античко доба. Данас су овде откривени остаци римског града на тада веома важном путу Игњација. У ратдобљу 7. и 8. века на овом подручју насељавају се Словени и јавља се насеље под именом Негуш. Град је био и у оквиру Душаново царства током 14. века, да би 1390. године са остатком Македоније пао под власт Османлија.
Његуш се током Грчког устанка 20-их година 19. века јавља као средиште устанка у Македонији, који је крваво угушен 1822. године опсадом и уништавањем града од стране османске војске. После Грчко-турског рата месно муслиманско становништво исељено је у Турску, а на њихово место досељени су Грци из Мале Азије.

## Становништво
Према бугарском географу и историчару, Василу Канчову, у Негушу је 1900. године живело 3.500 Грка, 1.500 Словена хришћана, 800 Турака и 300 Аромуна. Грчко становништво води порекло од хеленизваних Словена. Године 1924. турско становништво је принудно исељено у Турску а на њихово место је насељено 2.080 грчких избеглица из Тусрке и Бугарске, тада су насељене и словенске, аромунске и грчке породице из околних села. На попису из 1928. године Негуш је имао 10.250 становника.
Данашње становништво је већином грчко са присутном словенском и аромунском мањином. У граду живи и мања скупина Рома.
У последња три пописа забележено је следеће кретање становништва:
| 1981.  | 1991.  | 2001.  | 2011.  | 2021.  |
| ------ | ------ | ------ | ------ | ------ |
| 19.430 | 19.794 | 19.870 | 18.882 | 17.830 |

## Познате личности
- Димитрије Сабов, српски добротвор и оснивач Карловачке гимназије